# 危 (姓)
危（き）は漢姓の一つ。『百家姓』の140番目の姓である。
極めて稀な姓であるが、主に中国の江西省・福建省・広東省・湖南省などに分布する。2020年の中華人民共和国の統計では人数順の上位100姓に入っておらず、台湾の2018年の統計では335番目に多い姓で、473人がいる。

## 著名な人物
- 危全諷 - 唐末の撫州の軍閥
- 危素 - 元・明の歴史学者、書道家、文学者、詩人
- 危朝安 - 中華人民共和国の政治家
- 危笑 - 中華人民共和国の映画監督、俳優
- 危丁明 - 香港の歴史学者

## 参考資料
1. ↑  罕見姓氏！ 我姓危険的危、自由時報。
2. ↑  寧化危氏、中華家譜尋根網。
3. ↑  危姓，最早可以追溯到舜
4. ↑  “《二〇二〇年全国姓名报告》发布_部门政务_中国政府网”. www.gov.cn (2021年2月8日). 2023年1月19日閲覧。
5. ↑  “全國姓名統計分析”.  中華民国内政部. p. 284 (2018年10月). 2023年1月19日閲覧。